# 도시 계획가
도시계획가(都市計劃家)는 도시 기획을 하는 사람이다.

## 나라별 도시계획가

### 캐나다
캐나다의 도시 기획자들은 석사 학위를 보유하고 있는 것이 보통이다. 일반적으로 공인된 것은 MCRP (Master of Community and Regional Planning), M.Pl, MUP(Master of Urban Planning) MCP(Master of City Planning), M.Sc.Pl(Master of Science in Planning), MES(Master of Environmental Studies) 또는 간단히 MA 정도가 있다.

### 인도
인도 법에서는 기획업이 전문직으로 분류되어 있진 않지만, 1941년에 Delhi 공학 대학의 건축학과가 생기면서 건축가라는 직업이 생겨났다. 

### 미국
미국의 기획자들은 대학이나 대학원에 진학한 경우가 많다. 학위 이수 증명서는 American Planning Association에 속한 기관 중 하나인 American Institute of Certified Planners (AICP) 에서만 발급 받을 수 있다.
AICP 학위 이수 증명서를 받으려면 시험을 통과하고 실무 경험
견습 기획자가 되기 위해서는 AICP 학위 이수 증명서가 필수는 아니지만 전문적인 지식을 어필할 수 있는 요소가 될 수 있다.